# Il redentore - Redeemer
Il redentore - Redeemer (Redeemer) è un film del 2014 diretto da Ernesto Díaz Espinoza e interpretato dalla star di arti marziali Marko Zaror.

## Trama
Come espiazione dei suoi peccati commessi nel passato, Pardo, un vigilante incappucciato, ferma quelli che lui considera criminali dando loro la possibilità di redimersi, altrimenti non esita a ucciderli. Ad un certo punto egli incontra Steve Bradock, capo di un'organizzazione criminale, con cui dovrà scontrarsi per una donna a lui cara.